# Levermossen
De levermossen (Marchantiophyta, ook wel Hepatophyta of Hepaticophyta) zijn een vrij soortenrijke stam van planten. Het aantal soorten wordt geschat op ongeveer 9000 tot 10000. Levermossen zijn meestal klein, meestal van 2-20 mm breed met individuele planten minder dan 10 cm lang. Toch kunnen bepaalde soorten grote stukjes grond, rotsen, bomen of andere redelijk stevige ondergrond bedekken. Ze zijn wereldwijd verspreid in bijna elke beschikbaar habitat, meestal op vochtige plaatsen hoewel er woestijnsoorten en arctische soorten zijn. Veel soorten komen voor in de tropen. Zij komen vooral voor in een vochtig klimaat, en vele zijn epifyten in tropische regenwouden. Ze komen echter ook in zeer koude gebieden voor als Noord-Siberië. Sommige soorten kunnen hinderlijk zijn in de schaduwrijke kassen of een onkruid zijn in tuinen.
Net als de mossen en hauwmossen hebben de levermossen een levenscyclus met een heteromorfe generatiewisseling en een dominante gametofyt. De cellen van de mosplant zijn haploïde (ze bevatten slechts een enkele set genetische informatie). Het woord levermos is gebaseerd op de signatuurleer, waarin wordt verondersteld dat een overeenkomst tussen de vorm van een plant en een menselijk orgaan een aanwijzing is dat de plant bruikbaar is voor het beter laten functioneren van het orgaan. Aangezien sommige thalleuze mossen enigszins doen denken aan de lobben van de lever, heeft de hele groep de naam levermossen gekregen.

## Kenmerken en verschillen

### Gametofytkenmerken
De kenmerken van de gametofyt (de 'levermosplant'), vooral die waarin deze verschilt van de mossen zijn:
- het protonema is gereduceerd en bestaat hoogstens uit enkele cellen.
- de rizoïden zijn eencellig.
- de bebladerde levermossen hebben meestal liggende stengels met drie rijen van slechts 1 cellaag dikke bladeren.
- de ventrale (onderste) rij bladeren is kleiner en heeft meestal een andere vorm en worden ook wel 'onderbladen', 'buikbladen' of 'amphigastria' genoemd. Ze kunnen ook afwezig zijn.
- de bladen hebben geen nerf die meer cellen dik is, maar hoogstens een schijnnerf van verlengde cellen in een enkele cellaag.
- de cellen van de bladen is parenchymatisch, dus eerder afgerond dan prosenchymatisch (verlengd) zoals de bladcellen bij veel mossen.
- de cellen van het thallus of het blad hebben vaak olielichaampjes.
- de antheridia en de archegonia hebben geen parafysen.

Er zijn bebladerde levermossen en thalleuze levermossen.

#### Thalleuze levermossen
Bij thalleuze levermossen deelt zich de topcel zich in drie of in twee rijen, waarbij er een tweezijdige symmetrie ontstaat. Het thallus heeft een onder- en een bovenkant, terwijl de linker en de rechterkant ongeveer elkaars spiegelbeeld zijn.
Een groot deel van de levermossen hebben geen bladeren, maar hebben een thallus. Veel thalleuze levermossen hebben bladachtige schubben aan de onderzijde van het thallus. De bouw van thalleuze levermossen wordt meestal als 'eenvoudig' beoordeeld. Het thallus kan eenvoudig zijn en opgebouwd uit gelijkvormige cellen, maar het kan ook ingewikkelder zijn met luchtkamers en huidmondjes.
Parapluutjesmos is een bekend thalleus levermos. Het groeit op de grond als een vlak onbebladerd thallus. Het thallus is complex: het bestaat uit verschillende celtypen en heeft luchtkamers met kenmerkende luchtopeningen.
De hauwmossen lijken uiterlijk veel op de thalleuze levermossen, maar vormen een zelfstandige stam. Hun sporangia zijn groen, ongesteeld, hebben huidmondjes en verder ook anders gebouwd dan die van de levermossen.

#### Bebladerde levermossen
Bebladerde (folieuze) levermossen bestaan uit een stengel met gewoonlijk 3 rijen bladeren. De bladschijf bij folieuze levermossen is in het algemeen slechts 1 cel dik. De folieuze levermossen hebben geen echte bladnerf, hoogstens een 'schijnnerf' die bestaat uit langgerekte cellen. Het blad kan aan de top ingesneden of uitgerand zijn of bestaat zelfs uit twee lobben. Bij de bebladerde levermossen is er een grote variatie aan bladvormen, bladinplanting en bladstand. 
De drie rijen zijn gewoonlijk goed herkenbaar, met twee rijen zijdelings bladeren en een rij meestal wat kleinere buikblaadjes, waarbij het stengeltje gewoonlijk liggend of opstijgend is. 
De bladen van levermossen hebben vaak een goed ontwikkelde onderlob en bovenlob. Bij een groep levermossen, de Calobryales, staat het stengeltje rechtop en zijn de drie rijen bladeren (vrijwel) gelijkwaardig. 

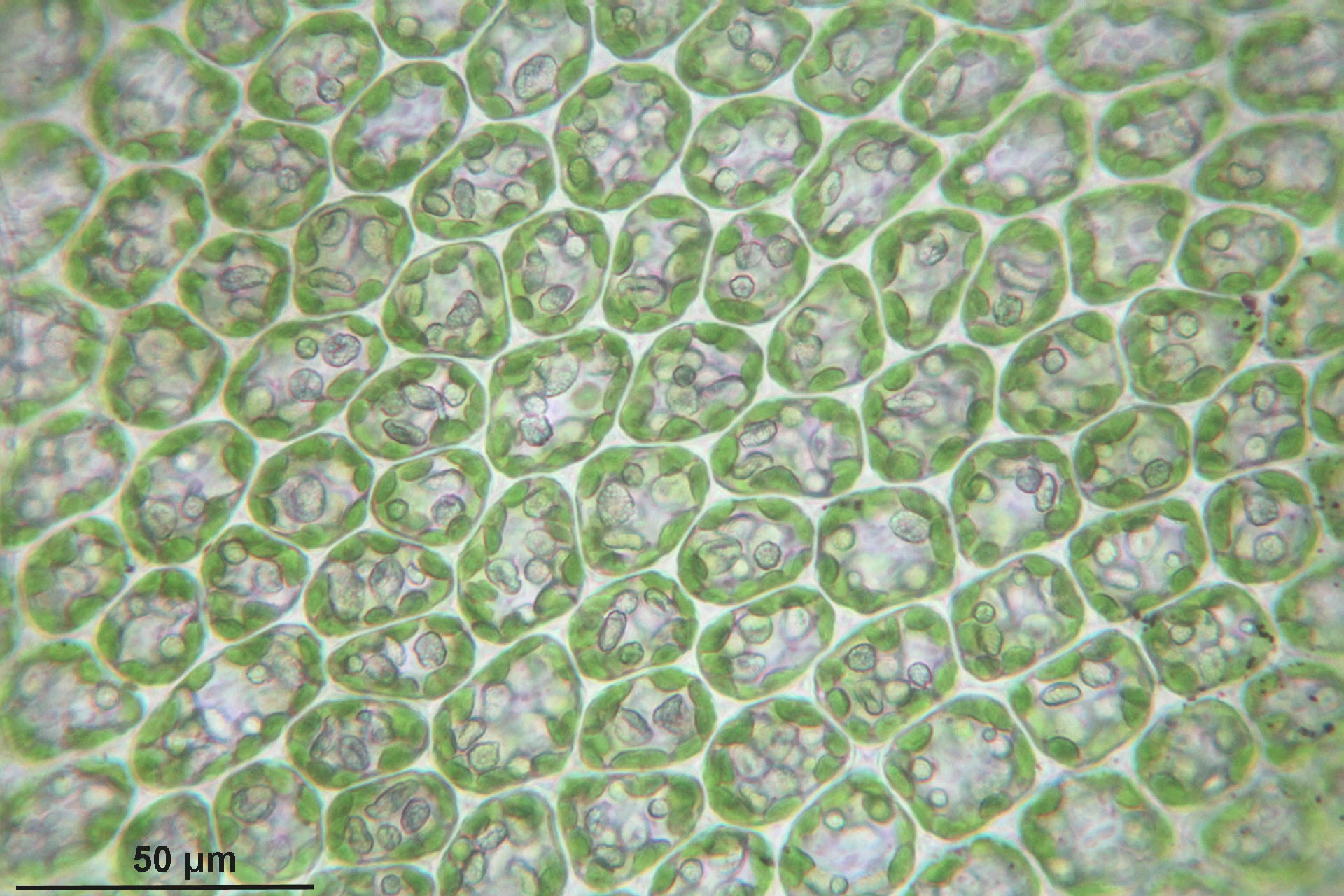
Close-up van groot gootmos met laminacellen met chloroplasten en olielichaampjes, collenchymatische hoekverdikkingen van celwanden.
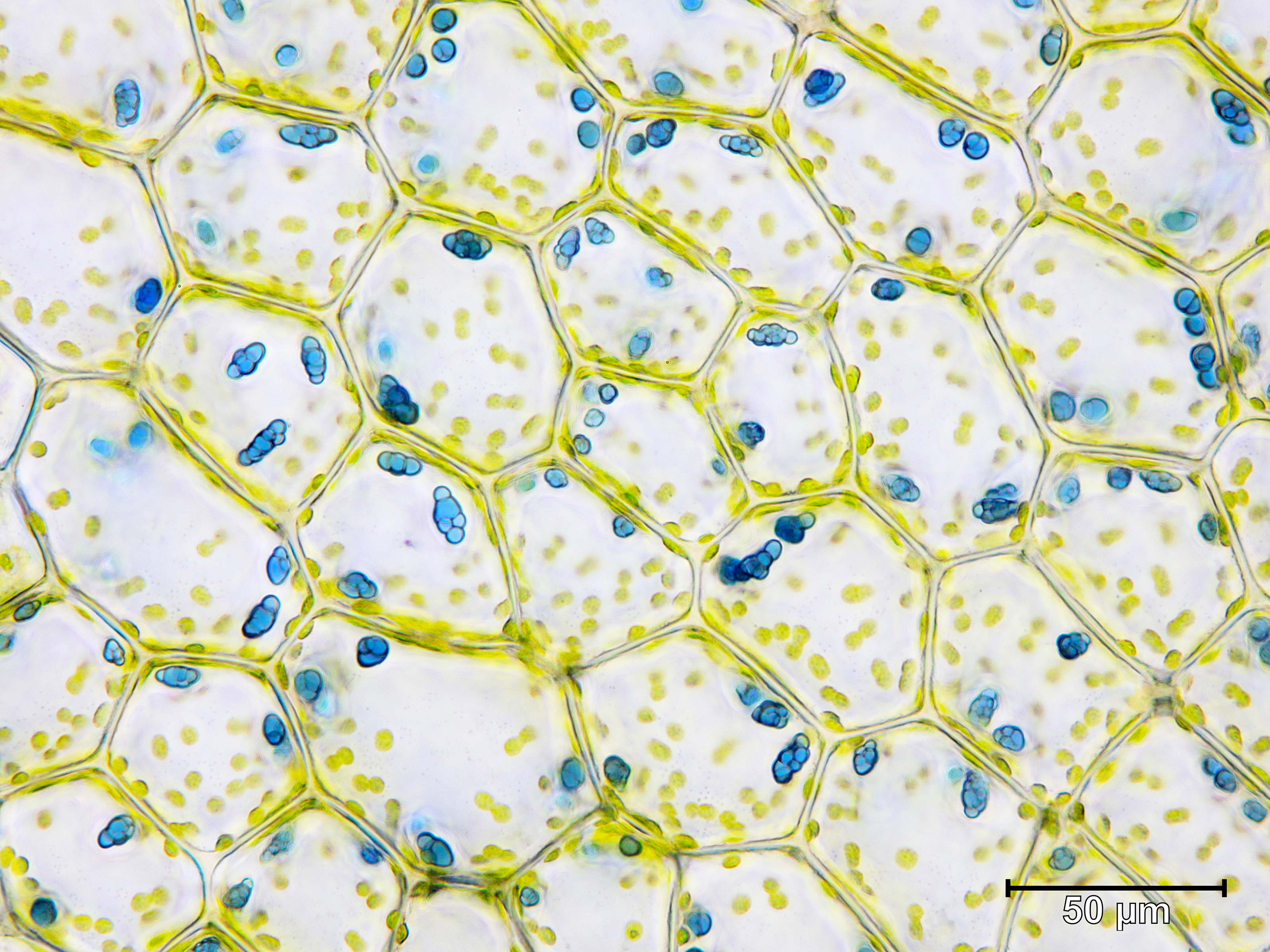
Close-up van blauw buidelmos met laminacellen met chloroplasten en blauwe olielichaampjes.

De meeste bebladerde levermossen hebben een vorm veel weg van een afgeplat mosplant. Bebladerde levermossen kunnen op het oog worden onderscheiden van overeenkomstige mossen op grond van een aantal kenmerken, zoals de eencellige rizoïden.
Bebladerde levermossen, die bladeren hebben van 1 cellaag dik, verschillen ook van de meeste mossen daarin, dat hun bladeren nooit een nerf hebben en dat ze marginale wimpers kunnen dragen, wat zelden voorkomt in mossen. Olielichaampjes komen voor bij levermossen, maar niet bij bladmossen, evenals collenchymatische verdikkingen bij de celhoeken.
Andere verschillen gaan niet volledig op voor alle mossen en levermossen, maar het optreden van in drie rijen gerangschikte bladeren, de aanwezigheid van diep gelobde of ingesneden bladeren, of een gebrek aan een duidelijk gedifferentieerde stengel en bladeren wijzen er allemaal op dat de plant waarschijnlijk een levermos is.

### Sporofytkenmerken
De kenmerken van de sporofyt, vooral die waarin deze verschilt van de mossen, zijn:
- de sporofyt bevat geen chloroplasten en heeft een korte levensduur
- het sporekapsel is al uitontwikkeld voordat de kapselsteel (seta) zich strekt
- de kortlevende kapselsteel (seta) is kleurloos en zeer vergankelijk
- in het kapsel rijpen alle sporen gelijktijdig
- in de wand van de sporekapsel ontbreken huidmondjes
- het sporekapsel opent zich door middel van vier sleuven zodat het openspringt met vier kleppen
- het sporekapsel heeft geen columella (steriel weefsel in het sporekapsel)
- in het kapsel worden eencellige elateren gevormd. Deze zijn behulpzaam bij de verspreiding van de sporen

## Vergelijking met mossen en hauwmossen
| Vergelijking van levermossen, mossen en hauwmossen. | Vergelijking van levermossen, mossen en hauwmossen. | Vergelijking van levermossen, mossen en hauwmossen.                                         | Vergelijking van levermossen, mossen en hauwmossen.                                     | Vergelijking van levermossen, mossen en hauwmossen. |
| Generatie, kernfase ↓                               | Kenmerken                                           | Marchantiophyta Levermossen                                                                 | Bryophyta Mossen                                                                        | Anthocerotophyta Hauwmossen                         |
| --------------------------------------------------- | --------------------------------------------------- | ------------------------------------------------------------------------------------------- | --------------------------------------------------------------------------------------- | --------------------------------------------------- |
| Gametofyt, haplofase                                | protonema                                           | thalleus                                                                                    | draadvormig                                                                             | bolvormig                                           |
| Gametofyt, haplofase                                | mosknoppen                                          | slecht 1 mosknop op protonema                                                               | veel mosknoppen op protonema                                                            | slecht 1 mosknop op protonema                       |
| Gametofyt, haplofase                                | mosplant is thallus of bebladerde spruit            | of bebladerde spruit meestal dorsivetraal, of eenvoudig thallus, of thallus met luchtkamers | bebladerde spruit, zelden duidelijk dorsivetrale bouw, (stengel en takken met blaadjes) | eenvoudig thallus                                   |
| Gametofyt, haplofase                                | blad rangschikking                                  | 2 of 3 rijen of niet van toepassing                                                         | bladen verspreid, spiralen                                                              | (niet van toepassing)                               |
| Gametofyt, haplofase                                | bladvorm                                            | 2- tot meerlobbig of n.v.toep.                                                              | bladen zelden gelobd                                                                    | (niet van toepassing)                               |
| Gametofyt, haplofase                                | bladnerven                                          | geen (hoogstens schijnnerf)                                                                 | 0, 1 of 2; soms complex gebouwd                                                         | (niet van toepassing)                               |
| Gametofyt, haplofase                                | olielichaampjes                                     | aanwezig bij veel soorten                                                                   | geen (uitz.: Takakia)                                                                   | geen                                                |
| Gametofyt, haplofase                                | chloroplasten                                       | veel kleine chloroplasten per cel                                                           | veel kleine chloroplasten per cel                                                       | 1 enkele grote met pyrenoïde                        |
| Gametofyt, haplofase                                | cellen voor watertransport                          | alleen bij enkele eenvoudige thalleuze vormen                                               | geleidend weefsel in stengel van de gametofyt (en in sporofyt)                          | geen                                                |
| Gametofyt, haplofase                                | rizoïden                                            | hyalien, eencellig                                                                          | bruin, meercellig                                                                       | hyalien, eencellig                                  |
| Gametofyt, haplofase                                | gametangia plaatsing                                | in clusters aan de top van bebladerde tak of op oppervlak van thallus                       | in clusters aan de top van bebladerde tak                                               | verzonken in het thallus, verspreid                 |
| Gametofyt, haplofase                                | huidmondjes                                         | soms ademopeningen                                                                          | geen                                                                                    | aanwezig                                            |
| Gametofyt, haplofase                                | calyptra, huikje                                    | geen                                                                                        | frequent                                                                                | geen                                                |
| Sporofyt, diplofase                                 | groeipunt                                           | driesnedige topcel                                                                          | driesnedige topcel                                                                      | meristeem                                           |
| Sporofyt, diplofase                                 | kapselsteel (seta) ontwikkeling                     | strekt zich pas vlak voor het loslaten van de rijpe sporen                                  | strekt zich ruim voor de sporenrijping, soms een pseudopodium                           | (niet van toepassing)                               |
| Sporofyt, diplofase                                 | kapselsteel kleur                                   | hyalien, niet fotosynthetisch                                                               | fotosynthetisch (groen)                                                                 | (niet van toepassing)                               |
| Sporofyt, diplofase                                 | kapsel bouw                                         | ongedifferentieerd; bolvormig of verlengd                                                   | met peristoom, operculum, theca en nek                                                  | ongedifferentieerd; langwerpig                      |
| Sporofyt, diplofase                                 | kapsel groei                                        | groei snel, beperkt, vaste grootte                                                          | groei langzaam, beperkt, vaste grootte                                                  | continue groei door basaal meristeem                |
| Sporofyt, diplofase                                 | columella                                           | geen                                                                                        | aanwezig                                                                                | aanwezig                                            |
| Sporofyt, diplofase                                 | steriele cellen tussen de sporen                    | eencellige elateren met spiraalverdikkingen                                                 | geen                                                                                    | meercellige, vertakte pseudo-elateren               |
| Sporofyt, diplofase                                 | openen van kapsel bij rijping                       | tanden of 4 kleppen                                                                         | operculum en peristoom, zelden met 2 spleten of 4 tanden                                | 2 kleppen                                           |
| Sporofyt, diplofase                                 | huidmondjes                                         | geen                                                                                        | op sporenkapsel                                                                         | aanwezig                                            |

## Levenscyclus
Levermossen zijn (evenals de mossen) eenhuizige of tweehuizige isospore diplohaplonten met een dominante gametofyt, wat wil zeggen dat een afwisseling is van een haploïde gametofytfase en een diploïde sporofytfase.
De haploïde (n) gametofyt is het best ontwikkeld en leeft zelfstandig. Deze kan een- of tweehuizig zijn (mannelijke en vrouwelijke planten), maar de sporen zijn van gemiddeld gelijke afmetingen (isosporie), hoewel er ook tweehuizige heterospore soorten zijn.
De diploïde (2n) sporofyt is zijn hele leven afhankelijk van de gametofyt. Er is altijd slechts één kortlevend sporenkapsel, dit in tegenstelling tot de bij mossen. Het sporenkapsel opent met vier kleppen, zodat de sporen door de elateren in het kapsel verspreid kunnen worden.

## Taxonomie
De levermossen worden als stam tot de Embryophyta gerekend. Evenals de mossen en de hauwmossen vermeerderen de levermossen zich door middel van sporen en niet door zaad (het zijn "lagere planten"). Ook hebben zij geen vaatbundels: het zijn géén vaatplanten.

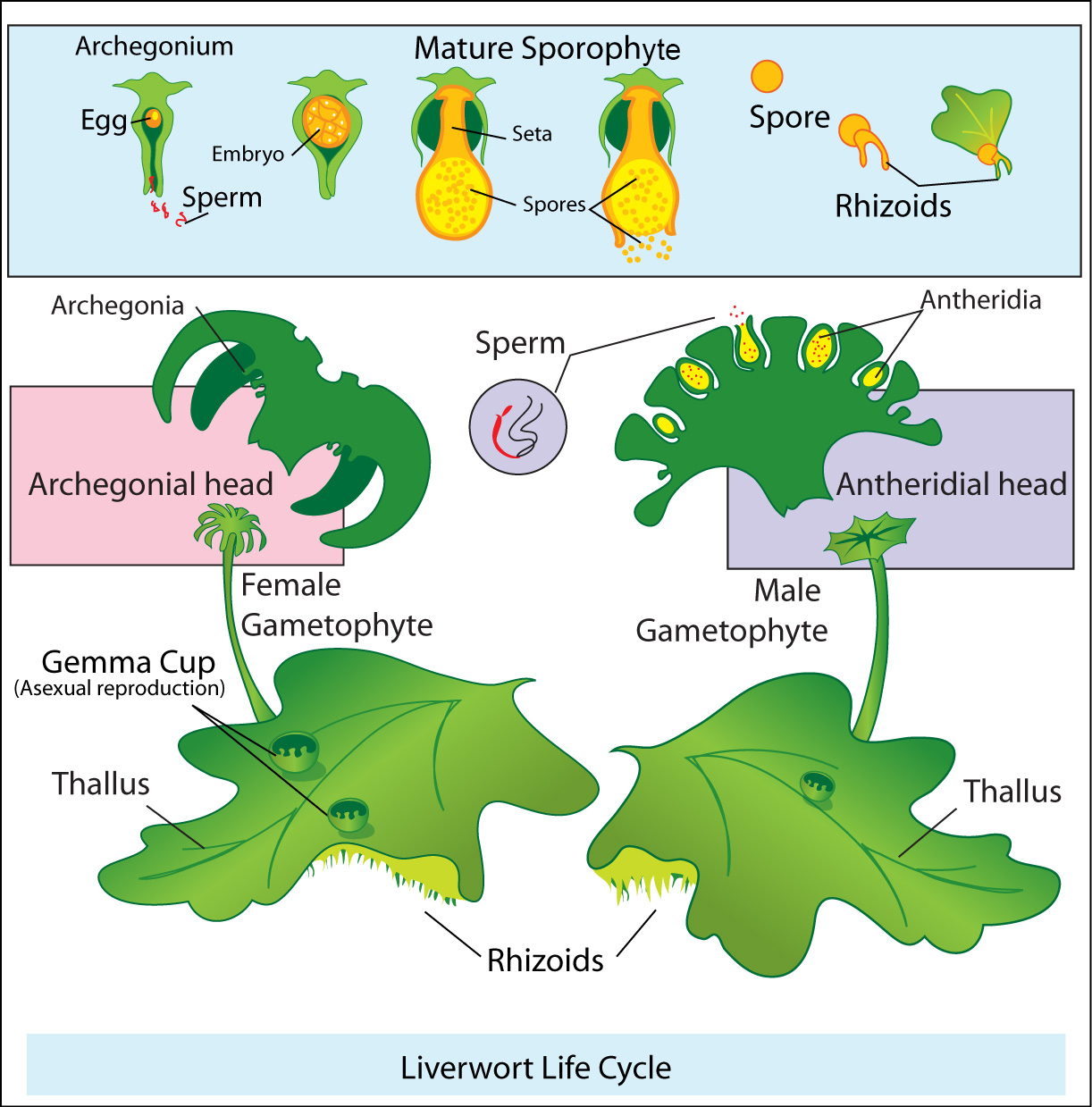
Levenscyclus van een thalleus levermos

| Fylogenetische stamboom van de Embryophyta naar Holt & Iudica |
| - Embryophyta (landplanten) - Marchantiophyta (Stotler & Crandall-Stotler 1977) (→ mossen s.l., bryofyten) - Haplomitriopsida - Treubiidae - Haplomitriidae - - Marchantiopsida - Blasiidae - Marchantiidae - Jungermanniopsida - Jungemanniidae - - Peliidae - Metzgeriidae - - Bryophyta (Schimper 1836) (→ mossen s.l., bryofyten) - - Sphagnopsida - Takakiopsida - - - Andreaeaobryopsida - Andreaeopsida - - Polytrichopsida - - Tetraphidopsida - - Buxbaumiopsida - Bryopsida - - Anthocerotophyta (Stotler & Crandall-Stotler 1977) (→ mossen s.l., bryofyten) - Tracheophyta, vaatplanten - † Rhyniophyta (Banks 1975) (→ pterofyten) - - - † Stam Zosterophyllophyta (Banks 1975) (→ pterofyten) - Stam Lycopodophyta (Cronquist & al. 1966) (→ pterofyten) - - † Stam Trimerophytophyta (Banks 1975) (→ pterofyten) - Euphyllophyta (Kenrick & Crane 1997) - † Klasse Cladoxylidopsida - - † Klasse Coenopteridopsida - - Stam Pteridophyta (Schimper 1879), varens - Lignophyta - † Orde Aneurophytales (→ progymnospermofyten) - - - † Orde Protopityales (→ progymnospermofyten) - † Orde Archaeopteridales (→ progymnospermofyten) - Spermatophyta, zaadplanten - † Klasse Lyginopteridopsida (→ zaadvarens) - - † Klasse Medullosopsida (→ zaadvarens) - - † Klasse Callistophytopsida (→ zaadvarens) - - Klasse Cycadopsida (→ naaktzadigen) - - † Klasse Peltaspermopsida (→ zaadvarens) - - - Stam Ginkgophyta (→ naaktzadigen) - - Stam Gnetophyta (→ naaktzadigen) - Orde Gnetales - Orde Ephedrales - Orde Welwitschiales - Stam Coniferophyta (→ naaktzadigen) - † Klasse Cordaitopsida - - † Klasse Voltziopsida - Klasse Pinopsida - - - † Klasse Caytoniopsida (→ zaadvarens) - † Stam Cycadeoidophyta (→ naaktzadigen) - Stam Angiospermophyta (Berry 1915), bedektzadigen - basale 'angiosperms' - - 'magnoliids', magnoliiden (Magnoliopsida) - - Monocotyledoneae ('monocots') - Dicotyledoneae ('eudicots') |
| niet-monofyletische groep (→ behoort tot de ...) wordt ook gerekend tot een polyfyletische groep |